# Almaty Aviation
Almaty Aviation was een Kazachse luchtvrachtmaatschappij met haar thuisbasis in Almaty.

## Geschiedenis
Almaty Aviation is opgericht in 2002 en opgeheven in 2010.

## Vloot
De vloot van Almaty Aviation bestaat uit: (jan.2007)
- 1 Antonov AN-12BP